# Fudoh: The New Generation
(La didascalia nell'incipit del film)
Fudoh: The New Generation (極道戦国志 不動?, Gokudō sengokushi - Fudō) è un film del 1996, diretto da Takashi Miike. Tratto dall'omonimo manga di Hitoshi Tanimura, ha generato un sequel intitolato Gokudô sengokushi: Fudô 2, diretto nel 1997 da Yoshiho Fukuoka.
È stato il primo film di Takashi Miike ad essere proiettato al di fuori del Giappone. Fu infatti presentato in vari festival, e vinse due premi al Fantasporto.

## Trama
Riki Fudoh è il giovanissimo figlio di Iwao Fudoh, un boss della Yakuza affiliato al clan Niho. Riki è molto attaccato al fratello maggiore Ryu, che aiuta il padre nella gestione degli affari.
Un giorno Ryu fa uccidere per rappresaglia un uomo del clan rivale Yasha, a capo del quale vi è lo spietato Nohma. Per evitare una guerra, gli altri boss del clan Niho chiedono a Iwao di fare ammenda e lui decapita Ryu mentre questi sta dormendo, quindi porta la sua testa davanti agli altri boss, in segno di scuse. All'orribile scena ha però assistito, di nascosto, Riki, che si crea un tatuaggio con il sangue del fratello morto e decide di vendicarsi.
Dopo dieci anni Riki è diventato uno studente modello del liceo, ed è a capo di una gang formata da due bambini addestrati a diventare implacabili killer e da due ragazze, Zenzai, abile con il mitra, e Mika, che in realtà è un ermafrodita e lavora come spogliarellista in un club, dove usa la propria vagina come cerbottana. La gang di Riki uccide nei modi più brutali i capi del clan Niho. Al gruppo di Riki si aggiunge anche l'enorme Aizone, che sfrutta la sua mole per massacrare i nemici di Riki.
Dopo che tutti i boss del clan Niho sono stati sterminati rimane solo Iwao, che viene contattato da Nohma. Questi ha iniziato ad uccidere tutti i membri del clan di Riki, e adesso chiede la testa di Riki. Iwao si rivolge quindi a Gondo, un ex agente segreto della Corea del Nord, suo figlio illegittimo e fratellastro di Riki. Gondo si infiltra nel liceo, facendosi passare per insegnante, ed elimina Zenzai e Mika.
Intanto Riki conosce la signorina Miroku, un'avvenente donna che si finge insegnante ma in realtà è l'ex amante di Ryu e la figlia di un boss del clan Ashura, acerrimo nemico del clan Yasha. La donna decide di aiutare Riki, che si reca a casa di Gondo. I due iniziano una durissima lotta. Riki sembra avere la peggio, ma interviene Miroku, insieme ad Aizone, che era stato fatto saltare in aria da una bomba ma è miracolosamente sopravvissuto e adesso ha metà corpo ricoperto da piastre metalliche. Miroku spara a Gondo e salva Riki.
Iwao decide di uccidere personalmente il figlio e si reca di notte nella sua stanza per decapitarlo. Riki attendeva però questa mossa e si sveglia in tempo, quindi ingaggia una violenta lotta con il padre e riesce a decapitarlo con la sua katana.
Al funerale di Iwao arriva Nohma. Riki, Miroku e Aizone lo accolgono con rispetto, ma davanti alla bara di Iwao Nohma tira fuori una pistola e la punta contro Riki, che sfodera la sua katana.

## Riconoscimenti
- 1998 - Fantasporto
  - Miglior film, International Fantasy Film Special Jury Award)